# Bertrand de Saissac
Bertrand de Saissac fue un noble occitano del Languedoc, señor del castillo medieval de Saissac, situado contemporáneamente en la comuna francesa del mismo nombre, nacido en el siglo XII y muerto en el XIII.
Era un importante vasallo de Roger II Trencavel, vizconde de Carcasona, Albi y Béziers, quien le confió la tutela de su hijo y heredero Raimundo Roger Trencavel. Bertrand se convirtió en su tutor en 1195, cuando Roger murió, y en su principal asesor cuando su pupilo se emancipó.
Se convirtió a la doctrina cátara muy pronto y no dudó en recurrir a la fuerza para defender sus correligionarios. En 1197 el abad de Alet, Pons Amiel, murió siendo sucedido por Bernard Saint-Ferréol, personaje no grato para Bertrand que tomó por la fuerza la abadía no sin matar a unos cuantos monjes, desenterró el cadáver de Pons Amiel y delante del cuerpo hizo elegir a un abad más favorable a los cátaros. A continuación, envió una importante suma de dinero a Bérenger de Barcelona, arzobispo de Narbona, para que ratificara la elección.
Persona cultivada, acogió a numerosos trovadores en su castillo de la Montaña Negra, como Peire Vidal y Raimon de Miraval.
Al inicio de la cruzada albigense en 1209, su castillo fue tomado por la fuerza por los cruzados y entregado a Bouchard de Marly, mientras Bertrand se encontraba luchando en la defensa de Carcasona.
No se sabe el año exacto de su muerte. Su hijo, Jourdain de Saissac, recuperó el castillo paterno en 1240, pero lo perdió de nuevo en 1242.